# Steve Benjamin
Steve Benjamin, född den 29 september 1955 i Glen Cove, är en amerikansk seglare.
Han tog OS-silver i 470 i samband med de olympiska seglingstävlingarna 1984 i Los Angeles.